# Diplôme d'études universitaires générales en théologie
Pour les articles homonymes, voir Diplôme d'études.
En France, Le diplôme d'études universitaires générales Théologie est le premier diplôme universitaire (bac+2) dans les études théologiques.

## Historique

### Le DEUG de 1993 à 1997
Durant cette périonde, le programme est fixé par l'arrêté du 9 février 1993.
Deux mentions étaient proposées:
- Théologie catholique;
- Théologie protestante.

### Le DEUG de 1997 à l'application de la réforme LMD
Avant la réforme LMD, les programmes étaient fixés par l'arrêté du 30 avril 1997.
Les mentions étaient les mêmes qu'en 93:
- Théologie catholique;
- Théologie protestante.

### Le DEUG depuis l'application de la réforme LMD
Le DEUG est un diplôme intérmédiaire de la licence dont les intitulés et les programmes ne sont plus fixés nationalement. Les universités ont toutefois souvent repris le domaine "Théologie".